# Université de Madaure
L'Université de Madaure (en latin Madaurus, Madauros ou Madaura) est une ancienne université, l’une des premières du continent africain, dont il ne reste que des ruines, située dans la ville de M'daourouch dans la wilaya de Souk Ahras en Algérie. Elle date de l'époque romaine entre le Ier et le IIe siècles,,,.

## Histoire
C'est sur le site d'une ancienne ville numide du IIIe siècle av. J.-C. que la ville romaine de Madaure a été fondée en 75 sous les Flaviens. La ville est mentionnée dans des manuscrits anciens du IIIe siècle, mais est tombée en décadence à la suite de la conquête musulmane du Maghreb au VIIe siècle,.

## Étudiants célèbres
L'université était considérée à l'époque comme un grand centre de rayonnement culturel et fréquentée par de grands hommes de lettres, des philosophes, des mathématiciens et des rhétoriciens du monde antique tels que le théologien et philosophe chrétien d’Afrique du Nord Saint Augustin, l'écrivain, orateur et philosophe romain Apulée (auteur des Métamorphoses ou l'Âne d'or), l'orateur et grammairien romain Maxime de Madaure, et l'écrivain, poète, théoricien de la musique et philosophe Martianus Capella,,,,,.